# Suhovolea, Volodîmîreț
Suhovolea (în ucraineană Суховоля) este un sat în comuna Lozkî din raionul Volodîmîreț, regiunea Rivne, Ucraina.

## Demografie
Componența lingvistică a localității Suhovolea
     Ucraineană (99,18%)
     Alte limbi (0,82%)
Conform recensământului din 2001, majoritatea populației localității Suhovolea era vorbitoare de ucraineană (99,18%), existând în minoritate și vorbitori de alte limbi.